# A Kisvárda FC 2022–2023-as szezonja
A Kisvárda FC a 2022–2023-as szezonban az NB1-ben indul, miután a 2021–2022-es NB1-es szezonban a második helyen zárta a bajnokságot.
Az Európai Konferencia Liga második selejtezőkörében csatlakoztak be, nem kiemelt csapatként, ellenfelük a kazah Kajrat Almati volt. Összesítésben 2-0-ával jutottak tovább a 3. körbe, ahol a norvég Molde ellen játszottak, de kiestek a sorozatból 4-2-es összesítéssel.
A Magyar Kupa első körében a harmadosztályú BVSC-Zugló ellen jutottak tovább, a második körben pedig a másodosztályú Mosonmagyaróvár ellen. Ezután az NBIII-as ESMTK ellen játszottak, és nyertek hosszabbítás után 1-0-ra. A negyeddöntőben az NBII-es Budafoktól 2-0-s vereséget szenvedtek.
A bajnokságban 6. helyen zártak 10 győzelemmel, 13 döntetlennel, 13 vereséggel és 43 ponttal.

## Változások a csapat keretében

### Érkezők
| Dátum              | Név                | Nemzet      | Poszt  | Kor | Honnan              | Szerződés megnevezése | Átigazolási időszak | Szerződés vége | Átigazolás összege | Forrás |
| ------------------ | ------------------ | ----------- | ------ | --- | ------------------- | --------------------- | ------------------- | -------------- | ------------------ | ------ |
| 2022. május 31.    | Hindrich Ottó      | román       | kapus  | 19  | FC CFR 1907 Cluj    | kölcsön               | 2022. évi nyári     | 2023           | 250.000 €          | [ 7 ]  |
| 2022. június 27.   | Milos Vranjanin    | szerb       | hátvéd | 26  | Riga FC             | átigazolás            | 2022. évi nyári     | Nem publikus   | Nem publikus       | [ 8 ]  |
| 2022. június 28.   | Széles Imre        | magyar      | hátvéd | 26  | Gyirmót FC Győr     | átigazolás            | 2022. évi nyári     | 2025           | ingyen             | [ 9 ]  |
| 2022. július 1.    | Dominik Kovačić    | horvát      | hátvéd | 28  | FC U Craiova 1948   | átigazolás            | 2022. évi nyári     | Nem publikus   | ingyen             | [ 10 ] |
| 2022. július 6.    | Mario Ilievski     | macedón     | csatár | 20  | Septemvri Sofia     | átigazolás            | 2022. évi nyári     | Nem publikus   | 150.000 €          | [ 11 ] |
| 2022. augusztus 9. | Vida Kristopher    | magyar      | csatár | 27  | Piast Gliwice       | átigazolás            | 2022. évi nyári     | Nem publikus   | ingyen             | [ 12 ] |
| 2022. november 18. | Aleksandar Jovičić | bosnyák     | hátvéd | 27  | HNK Gorica          | átigazolás            | 2022. évi téli      | 2025           | ingyen             | [ 13 ] |
| 2022. december 1.  | Raúl Stefan        | spanyol     | hátvéd | 18  | Getafe CF U19       | átigazolás            | 2022. évi téli      | Nem publikus   | Nem publikus       | [ 14 ] |
| 2022. december 7.  | Miloš Spasić       | szerb       | csatár | 25  | FK Radnik Surdulica | átigazolás            | 2022. évi téli      | 2025           | 130.000 €          | [ 15 ] |
| 2023. január 1.    | Ramón Esteban      | spanyol     | kapus  | 20  | Villaverde CF       | átigazolás            | 2022. évi téli      | Nem publikus   | ingyen             | [ 16 ] |
| 2023. január 25.   | Danijel Petković   | montenegrói | kapus  | 29  | klub nélküli        | átigazolás            | 2022. évi téli      | Nem publikus   | ingyen             | [ 17 ] |
| 2023. január 30.   | Enes Alić          | bosnyák     | hátvéd | 23  | NK Domžale          | átigazolás            | 2022. évi téli      | Nem publikus   | Nem publikus       | [ 18 ] |

### Kölcsönből visszatérők
| Dátum           | Név   | Nemzet | Poszt       | Kor | Honnan        | Átigazolási időszak | Szerződés vége | Forrás |
| --------------- | ----- | ------ | ----------- | --- | ------------- | ------------------- | -------------- | ------ |
| 2022. július 1. | Lucas | magyar | középpályás | 33  | Diósgyőri VTK | 2022. évi nyári     | 2024           | [ 19 ] |

### Távozók
| Dátum              | Név              | Nemzet | Poszt       | Kor | Hova             | Szerződés megnevezése | Átigazolási időszak | Szerződés vége | Átigazolás összege | Forrás |
| ------------------ | ---------------- | ------ | ----------- | --- | ---------------- | --------------------- | ------------------- | -------------- | ------------------ | ------ |
| 2022. június 18.   | Gosztonyi András | magyar | középpályás | 31  | klub nélküli     | lejárt a szerződése   | 2022. évi nyári     | –              | –                  | [ 20 ] |
| 2022. június 21.   | Dombó Dávid      | magyar | kapus       | 29  | Vasas FC         | lejárt a szerződése   | 2022. évi nyári     | 2025           | ingyen             | [ 21 ] |
| 2022. június 21.   | Lazar Ćirković   | szerb  | hátvéd      | 29  | klub nélküli     | lejárt a szerződése   | 2022. évi nyári     | –              | –                  | [ 22 ] |
| 2022. június 21.   | Herdi Prenga     | albán  | hátvéd      | 27  | klub nélküli     | lejárt a szerződése   | 2022. évi nyári     | –              | –                  | [ 22 ] |
| 2022. június 21.   | Claudiu Bumba    | román  | középpályás | 28  | MOL Fehérvár FC  | lejárt a szerződése   | 2022. évi nyári     | 2024           | ingyen             | [ 22 ] |
| 2022. augusztus 2. | Lazar Zličić     | szerb  | középpályás | 25  | FK Aksu          | átigazolás            | 2022. évi nyári     | 2022           | ingyen             | [ 23 ] |
| 2022. december 7.  | Jasir Asani      | albán  | csatár      | 27  | Gwangju FC       | átigazolás            | 2022. évi téli      | Nem publikus   | 700.000 €          | [ 24 ] |
| 2023. január 7.    | Andrei Peteleu   | román  | hátvéd      | 30  | FC CFR 1907 Cluj | átigazolás            | 2022. évi téli      | 2023           | 60.000 €           | [ 25 ] |
| 2023. január 13.   | Slobodan Simović | szerb  | középpályás | 33  | FK Kolubara      | lejárt a szerződése   | 2022. évi téli      | 2023           | ingyen             | [ 26 ] |

### Új szerződések
| Dátum           | Név             | Nemzet      | Poszt  | Kor | Szerződés hossza | Szerződés vége | Forrás |
| --------------- | --------------- | ----------- | ------ | --- | ---------------- | -------------- | ------ |
| 2022. május 19. | Matheus Leoni   | brazil      | hátvéd | 30  | + 1 év           | 2023           | [ 27 ] |
| 2022. május 19. | Driton Camaj    | montenegrói | csatár | 25  | + 1 év           | 2023           | [ 27 ] |
| 2022. június 7. | Králik Péter    | magyar      | hátvéd | 19  | Profi szerződés  | Nem publikus   | [ 28 ] |
| 2022. június 8. | Simon Mátyás    | magyar      | csatár | 18  | Profi szerződés  | Nem publikus   | [ 29 ] |
| 2022. június 9. | Heles Jaroszlav | ukrán       | csatár | 17  | Profi szerződés  | Nem publikus   | [ 30 ] |

## Játékoskeret
2023. június 9. szerint.
A vastaggal jelzett játékosok felnőtt válogatottsággal rendelkeznek.
A dőlttel jelzett játékosok kölcsönben szerepelnek a klubnál.
*A második csapatban is pályára lépő játékosok.
Az érték oszlopban szereplő , , és = jelek azt mutatják, hogy a Transfermarkt legutóbbi adatfrissítése előtti állapothoz képest mennyit  nőtt, csökkent a játékos értéke, vagy ha nem változott, akkor azt az = jel mutatja.
| Mezszám                | Név                | Nemzetiség      | Születési hely       | Születési idő (kor)            | Korábbi csapat           | Érték (€)          | Szerződés lejárta |
| Kapusok                | Kapusok            | Kapusok         | Kapusok              | Kapusok                        | Kapusok                  | Kapusok            | Kapusok           |
| ---------------------- | ------------------ | --------------- | -------------------- | ------------------------------ | ------------------------ | ------------------ | ----------------- |
| 12                     | Artem Odyntsov     | ukrán           | Khartsyz'k           | 2000. november 9. (24 éves)    | Utánpótlásból került fel | 150 000 (=)        | 2023.06.30.       |
| 30                     | Danijel Petković   | montenegrói     | Kotor                | 1993. május 25. (32 éves)      | Angers SCO               | 400 000 ( 100 000) | 2024.06.30.       |
| 89                     | Hindrich Ottó      | román · magyar  | Kolozsvár            | 2002. augusztus 5. (22 éves)   | FC CFR 1907 Cluj         | 300 000 ( 200 000) | 2023.06.30.       |
| 99                     | Mykhailo Hotra     | ukrán           | Lviv                 | 2000. április 20. (25 éves)    | FK Hoverla Uzshorod      | 50 000 ( 25 000)   | Nem publikus      |
| Védők                  |                    |                 |                      |                                |                          |                    |                   |
| 2                      | Hej Viktor         | ukrán · magyar  | Alsókerepec          | 1996. február 2. (29 éves)     | FK Hoverla Uzshorod      | 400 000 ( 100 000) | 2024.06.30.       |
| 3                      | Aleksandar Jovičić | bosnyák         | Banja Luka           | 1995. július 18. (30 éves)     | HNK Gorica               | 600 000 ( 300 000) | 2025.06.30.       |
| 4                      | Anton Kravcsenko   | ukrán           | Dnyipro              | 1991. március 23. (34 éves)    | FK Olimpik Doneck        | 150 000 ( 50 000)  | 2023.06.30.       |
| 5                      | Milos Vranjanin    | szerb           | Belgrád              | 1996. június 11. (29 éves)     | Riga FC                  | 200 000 ( 50 000)  | 2024.06.30.       |
| 19                     | Enes Alić          | bosnyák         | Szarajevó            | 1999. szeptember 3. (25 éves)  | NK Domžale               | 300 000 ( 100 000) | 2026.06.30.       |
| 23                     | Széles Imre        | magyar          | Győr                 | 1995. november 30. (29 éves)   | Gyirmót FC Győr          | 300 000 ( 50 000)  | 2025.06.30.       |
| 24                     | Dominik Kovačić    | CRO             | Zágráb               | 1994. január 5. (31 éves)      | FC U Craiova 1948        | 450 000 ( 150 000) | 2024.06.30.       |
| 25                     | Matheus Leoni      | brazil · olasz  | Porto Velho          | 1991. szeptember 20. (33 éves) | FK Arda Kardzhali        | 400 000 ( 50 000)  | 2023.06.30.       |
| 33                     | Rubus Tamás*       | magyar          | Békéscsaba           | 1989. július 13. (36 éves)     | Nyíregyháza Spartacus FC | 100 000 (=)        | 2023.06.30.       |
| Középpályások          |                    |                 |                      |                                |                          |                    |                   |
| 6                      | Ötvös Bence        | magyar          | Nyíregyháza          | 1998. március 13. (27 éves)    | Nyíregyháza Spartacus FC | 350 000 ( 100 000) | 2024.06.30.       |
| 8                      | Janisz Karabeljov  | bolgár          | Szófia               | 1996. január 23. (29 éves)     | PFK Szlavija Szofija     | 400 000 (=)        | 2023.06.30.       |
| 9                      | Rafał Makowski     | POL             | Varsó                | 1996. augusztus 5. (28 éves)   | WKS Śląsk Wrocław        | 500 000 ( 250 000) | 2024.06.30.       |
| 11                     | Lucas              | brazil · magyar | Cornélio Procópio    | 1989. május 6. (36 éves)       | FK BODVA                 | 200 000 (=)        | 2024.06.30.       |
| 18                     | Bohdan Melnik      | ukrán · magyar  | Volodimir-Volinszkij | 1997. január 4. (28 éves)      | FK Vorszkla Poltava      | 400 000 ( 100 000) | 2024.06.30.       |
| 41                     | Bíró Roland*       | magyar          | Nyíregyháza          | 2003. május 30. (22 éves)      | Utánpótlásból került fel | 75 000 ( 25 000)   | 2025.06.30.       |
| 88                     | Czérna Erik*       | magyar          | Kisvárda             | 2003. május 7. (22 éves)       | Utánpótlásból került fel | 100 000 ( 25 000)  | 2024.06.30.       |
| Támadók                |                    |                 |                      |                                |                          |                    |                   |
| 7                      | Driton Camaj       | MNE · albán     | Podgorica            | 1997. március 7. (28 éves)     | FK Iskra Danilovgrad     | 550 000 ( 100 000) | 2023.06.30.       |
| 10                     | Vida Kristopher    | magyar          | Budapest             | 1995. június 23. (30 éves)     | GKS Piast Gliwice        | 250 000 ( 50 000)  | Nem publikus      |
| 20                     | Jaroslav Navrátil  | cseh            | Hustopeče            | 1991. december 30. (33 éves)   | Go Ahead Eagles          | 300 000 ( 100 000) | 2023.06.30.       |
| 26                     | Heles Jaroszlav*   | ukrán · magyar  | Ukrajna, ?           | 2004. július 20. (21 éves)     | Utánpótlásból került fel | 50 000 (=)         | Nem publikus      |
| 27                     | Jasmin Mešanović   | bosnyák         | Tuzla                | 1992. január 6. (33 éves)      | FK Sarajevo              | 500 000 ( 100 000) | 2023.06.30.       |
| 40                     | Mario Ilievski     | macedón         | Szkopje              | 2002. április 24. (23 éves)    | Septemvri Sofia          | 350 000 ( 50 000)  | 2025.06.30.       |
| 67                     | Nagy Mihály*       | magyar          | Siklós               | 1992. június 20. (33 éves)     | FC Ajka                  | 100 000 ( 25 000)  | 2023.06.30.       |
| 97                     | Miloš Spasić       | szerb           | Pirot                | 1997. július 29. (28 éves)     | FK Radnik Surdulica      | 350 000 ( 150 000) | 2025.12.31.       |
| Kölcsönadott játékosok |                    |                 |                      |                                |                          |                    |                   |
| Név                    | Poszt              | Nemzetiség      | Születési hely       | Születési idő (kor)            | Kölcsönben itt           | Érték (€)          | Kölcsön lejárta   |
|                        |                    |                 |                      |                                |                          |                    |                   |

## Szakmai stáb
| Sportigazgató                    | Révész Attila    |
| Klubmenedzser                    | Forrás Zoltán    |
| Vezetőedző                       | Miloš Kruščić    |
| Másodedző                        | Török László     |
| Másodedző                        | Gerliczki Máté   |
| Erőnléti edző                    | Dudás Dániel     |
| Kapusedző                        | Sandro Tomic     |
| Technikai vezető-asszisztensedző | Oláh Gergő       |
| Rehabilitációs edző-masszőr      | Nagy István      |
| Masszőr-felszerelés felelős      | Szilágyi Norbert |

## Felkészülési mérkőzések

### Nyári
| 2022. június 25. 17:00 |

| Vasas FC         | 2-2               | Kisvárda FC            |
| ---------------- | ----------------- | ---------------------- |
| Bobál G. 84' 87' | (0-0) Jegyzőkönyv | Camaj 52' Makowski 86' |

| BVSC Labdarúgó Utánpótlás Centrum, Budapest Nézőszám: Zárt kapus |

- VASAS: Dombó – Hidi M. S., Otigba, Baráth B., Szilágyi Sz. – Berecz Zs., Márkvárt ( Pátkai 31') – Radó, Géresi ( Pekár 31'), Cipf – Novothny ( Szalai J. 31'). 2. félidő: Uram – Szivacski, Litauszki, Szojka, Szilágyi Z. – Pátkai M. ( Vida 61'), Hinora – Pekár ( Faragó 61'), Zimonyi, Ihrig-Farkas – Szalai J. ( Bobál 61').  Vezetőedző: Kuttor Attila
- KISVÁRDA: Hindrich – Hej ( Bíró 75'), Szőr ( Králik 61'), Rubus ( Szimovics 61'), Peteleu ( Leoni 46') – Karabeljov ( Makowski 46'), Zlicsics ( Melnik 46') – Asani ( Navrátil 46'), Ötvös ( Heles 75'), Czérna ( Camaj 46') – Mesanovic ( Nagy M. 46').  Vezetőedző: Erős Gábor

| 2022. július 2. 10:30 |

| Kisvárda FC   | 1-1               | HNK Hajduk Split |
| ------------- | ----------------- | ---------------- |
| Mešanović 30' | (1-0) Jegyzőkönyv | Kacaniklic 50'   |

| Union Sport-Club Blumau, Bad Blumau Nézőszám: 300 |

- KISVÁRDA: Odincov – Peteleu ( Hej 69'), Kravcsenko ( Széles 46'), Vranjanin ( Szőr 69'), Leoni – Melnik ( Lucas 46'), Karabeljov ( Szimovics 69') – Navrátil ( Asani 46'), Makowski ( Ötvös 46'), Camaj ( Nagy K. 69') – Mesanovic ( Czérna 80').  Vezetőedző: Török László
- HAJDUK: Subasic ( Sentic') – Cubelic, Colina, Vukovic, Lovrencsics, Simic, Dimitrov, Atanaszov, Bliuk, Mlakar, Saric. Csereként pályára lépett: Kacaniklic, Eduok, Brajkovic, Krolo, Letaj, Diamantakosz, Prpic, Petrasilo, Zulic. Vezetőedző: Valdas Dambrauskas

| 2022. július 4. 17:30 |

| Kisvárda FC                                      | 2-1               | FC U Craiova 1948 |
| ------------------------------------------------ | ----------------- | ----------------- |
| Makowski 33' Kravcsenko 79′ Camaj 85' (11-esből) | (1-0) Jegyzőkönyv | Compagno 71'      |

| TuS Vorau, Vorau Nézőszám: 300 |

- KISVÁRDA: Hindrich – Melnik ( Rubus 46'), Kravcsenko, Széles ( Szőr 65'), Hej – Lucas ( Karabeljov 65'), Szimovics ( Bíró 55') – Navrátil ( Asani 65'), Makowski ( Ötvös 65'), Czérna ( Heles 65') – Nagy M. K.  ( Camaj 65').  Vezetőedző: Török László
- CRAIOVA: Popa – Enache, Duarte, Huyghebaert, Van Durmen, Achim, Asamoah, Sidibe ( Bahassa 63'), Marquet, Baeten, Compagno. Vezetőedző: Marius Croitoru

| 2022. július 5. 17:30 |

| Kisvárda FC            | 2-2               | AÉ Kítion Lárnakasz        |
| ---------------------- | ----------------- | -------------------------- |
| Mešanović 6' Leoni 57' | (1-0) Jegyzőkönyv | Faraj 67' Trikovszki 90+2' |

| Weststadion Kirchschlag, Kirchschlag in der Buckligen Welt |

- KISVÁRDA: Odincov – Peteleu, Vranjanin, D. Kovacic, Leoni – Melnik ( Bíró 68'), Karabeljov – Asani ( Heles 85'), Ötvös, Camaj ( Czérna 74') – Mesanovic.  Vezetőedző: Török László
- LARNACA: Tumpasz – Tomovics ( Milicsevics 61'), Casas ( Krisztoforosz 61'), Sanjurjo ( Mamasz 61'), Andreou ( Gonzalez 61'), Egglezou ( Garcia 61'), Martis ( Ledes 61'), Naoum ( Sziatasz 73'), Romo ( Olatunji 61'), Gyurcsó ( Faraj 61'), Altman ( Haralombosz 46',  Trikovszki 61'). Vezetőedző: José Luis Oltra

| 2022. július 8. 18:10 |

| FC Admira Wacker Mödling | 1-2               | Kisvárda FC                |
| ------------------------ | ----------------- | -------------------------- |
| Badji 62'                | (0-0) Jegyzőkönyv | Navratíl 55' Ilievszki 71' |

| Bécs Nézőszám: 500 |

- ADMIRA: Jenciragic ( Haas 59') – Buchta ( Rasner 26'), Zwierschitz ( Araz 79'), Schöller ( Puchegger 59'), Galle ( Feiner 79'); Ebner ( Malicsek 59'), Vorsager ( Puczka 59') – Kostic ( Ristanic 46'), Gattermayer ( Wagner 79') – Nikolov ( Schmidt 46'), Krienzer ( Badji 59'). Vezetőedző: Roberto Pätzold
- KISVÁRDA: Hindrich – Hej ( Rubus 73'), Vranjanin ( Szimovics 73'), D. Kovacic ( Széles 63'), Peteleu ( Leoni 63') – Ötvös ( Karabeljov 13'), Melnik ( Bíró 73') – Navrátil ( Heles 73'), Makowski ( Lucas 63'), Camaj ( Asani 63') – Mesanovic ( Ilievszki 63').    Vezetőedző: Török László

| 2022. július 14. 18:00 |

| Kisvárda FC                | 2-3               | Diósgyőri VTK                             |
| -------------------------- | ----------------- | ----------------------------------------- |
| Navratíl 77' Ilievszki 87' | (0-2) Jegyzőkönyv | Eppel 20' (11-esből) Jurek 38' Bertus 60' |

| Várkerti Stadion, Kisvárda Nézőszám: Zárt kapus |

- KISVÁRDA: Odincov ( Hindrich 46') – Hej ( Peteleu 46'), Vranjanin ( Kravcsenko 72'), D. Kovacic ( Széles 72'), Leoni – Melnik ( Lucas 61'), Karabeljov ( Makowski 46') – Asani ( Navrátíl 46', Ötvös ( Szimovics 72'), Camaj ( Czérna 61') – Mesanovic ( Ilievszki 61').    Vezetőedző: Török László
- DVTK: Danilovics ( Bánhegyi 67') – Farkas D., Hegedűs J. ( Mrva 76'), Szatmári Cs., Csirmaz ( Bárdos 67') – Holdampf ( Papp 88'), Oláh Bálint ( Bertus 46') – Könyves ( Vajda 67'), Lukács D. ( Benkő 88'), Jurek ( Bényei 46') – Eppel ( Bokros 67').  Vezetőedző: Dragan Vukmir

## UEFA Konferencia Liga

### 2. selejtezőkör
| 2022. július 21. 16:00 |

| Kajrat Almati FK | 0-1               | Kisvárda FC |
| ---------------- | ----------------- | ----------- |
|                  | (0-0) Jegyzőkönyv | Asani 82'   |

| Központi stadion, Almati (Kazahsztán) Nézőszám: 15200 Játékvezető: Peter Kjaersgaard |

- KAJRAT: Usztyimenko – Asztanov, Vaszin, Bagnack, Kurgin ( Kasszabulat 63') – Ulsin ( Adahadzsiev 74'), Szadibekov ( Usszenov 74'), Krahovszkij ( Svriev 84') – Kanté, Joao Paulo, Aljkulov ( Susenavecs 63'). Vezetőedző: Kirill Keker
- KISVÁRDA: Odincov – Hej, Kravcsenko, Kovacic, Peteleu ( Leoni 16') – Ötvös ( Czérna 86'), Karabeljov – Navrátil ( Melnik 71'), Makowski, Camaj ( Asani 71') – Mesanovic ( Ilievszki 86'). Vezetőedző: Török László

| 2022. július 28. 18:00 |

| Kisvárda FC   | 1-0               | Kajrat Almati FK |
| ------------- | ----------------- | ---------------- |
| Mešanović 39' | (1-0) Jegyzőkönyv |                  |

| Várkerti Stadion, Kisvárda Nézőszám: 2560 Játékvezető: Chrysovalantis Theouli |

- KISVÁRDA: Odincov - Hej, Kravcsenko, Kovacic, Leoni - Karabelyov, Ötvös ( Lucas 87') - Asani ( Camaj 72'), Makowski ( Melnik 58'), Navratil ( Czérna 72') - Mesanovic ( Illievszki 72'). Vezetőedző: Török László
- KAJRAT: Usztyimenko - Szadibekov, Vaszin, Bagnack ( Kasszabulat 75') - Astanov, Krahovszkij, Ulsin ( Usszenov 27') ( Svriev 60'), Keiler - Joao Paulo, Susenavecs, Aljkulov ( Tkacsenko 75'). Vezetőedző: Kirill Keker

### 3. selejtezőkör
| 2022. augusztus 4. 19:00 |

| Molde FK                          | 3-0               | Kisvárda FC |
| --------------------------------- | ----------------- | ----------- |
| Hussain 63' Fofana 81' Linnes 82' | (0-0) Jegyzőkönyv |             |

| Aker Stadion, Molde (Norvégia) Nézőszám: 3404 Játékvezető: Igor Stojchevski |

| 2022. augusztus 11. 21:00 |

| Kisvárda FC   | 2-1               | Molde FK      |
| ------------- | ----------------- | ------------- |
| Asani 14' 29' | (2-0) Jegyzőkönyv | Mannsverk 69' |

| Várkerti Stadion, Kisvárda Nézőszám: 2548 Játékvezető: Alain Durieux |

## OTP Bank Liga
| Hely. | Csapat               | M  | Gy | D  | V  | G+ | G– | Gk  | P  | Továbbjutás vagy kiesés                       |
| ----- | -------------------- | -- | -- | -- | -- | -- | -- | --- | -- | --------------------------------------------- |
| 1.    | Ferencváros B        | 33 | 19 | 6  | 8  | 62 | 33 | +29 | 63 | UEFA Bajnokok Ligája, 1. selejtezőkör         |
| 2.    | Kecskemét Ú          | 33 | 15 | 12 | 6  | 48 | 32 | +16 | 57 | UEFA Európa Konferencia Liga, 2. selejtezőkör |
| 3.    | Debrecen             | 33 | 15 | 9  | 9  | 52 | 39 | +13 | 54 | UEFA Európa Konferencia Liga, 2. selejtezőkör |
| 4.    | Puskás Akadémia      | 33 | 14 | 11 | 8  | 48 | 42 | +6  | 53 |                                               |
| 5.    | Paks                 | 33 | 14 | 7  | 12 | 57 | 57 | 0   | 49 |                                               |
| 6.    | Kisvárda Master Good | 33 | 10 | 13 | 10 | 43 | 49 | −6  | 43 |                                               |
| 7.    | Mezőkövesd           | 33 | 11 | 9  | 13 | 40 | 43 | −3  | 42 |                                               |
| 8.    | Újpest               | 33 | 11 | 8  | 14 | 42 | 55 | −13 | 41 |                                               |
| 9.    | Zalaegerszeg KGY     | 33 | 10 | 9  | 14 | 37 | 43 | −6  | 39 | UEFA Európa Konferencia Liga, 2. selejtezőkör |
| 10.   | MOL Fehérvár         | 33 | 8  | 11 | 14 | 38 | 43 | −5  | 35 |                                               |
| 11.   | Budapest Honvéd      | 33 | 8  | 9  | 16 | 34 | 51 | −17 | 33 | NB II                                         |
| 12.   | Vasas Ú              | 33 | 4  | 14 | 15 | 29 | 43 | −14 | 26 | NB II                                         |